# Hypobarathra icterias
Hypobarathra icterias är en fjärilsart som beskrevs av Eduard Friedrich Eversmann 1843. Hypobarathra icterias ingår i släktet Hypobarathra och familjen nattflyn. Inga underarter finns listade i Catalogue of Life.